# Louis Bonjour
Louis Bonjour (* 8. Februar 1823 in Blonay; † 20. Juni 1875 in Pully; heimatberechtigt in Blonay) war ein Schweizer Politiker (FDP).

## Biografie
Nach dem Studium der Rechtswissenschaften in Lausanne lizenzierte er im Jahr 1847. Danach war er von 1849 bis 1866 als Advokat in Vevey tätig. Von 1873 bis zu seinem Tod war er Steuereintreiber im Bezirk Vevey.
Bonjour sass von 1851 bis 1866 und 1874 im Grossen Rat des Kantons Waadt. 1866 folgte die Wahl in den Staatsrat des Kantons Waadt, dort stand er dem Justiz- und Polizeidepartement bis 1873 vor. Von 1873 bis 1875 hatte er Einsitz im Ständerat.
Als Politiker am linken Flügel des Freisinns stand er Jules Eytel nahe. Er war 1840 Mitglied der akademischen Gesellschaft Belles-Lettres und war 1842 Zofinger. Ferner war er Mitglied der Freimaurerloge Espérance et Cordialité und von 1864 bis 1866 Vorsteher der Weinbruderschaft.